# Zbigniew Komorowski
Zbigniew Zygmunt Komorowski (ur. 17 marca 1944 w Szymanowie) – polski polityk i przedsiębiorca, senator II i III kadencji, poseł na Sejm IV kadencji, przedsiębiorca, współwłaściciel koncernu Bakoma i grupy kapitałowej Polskie Młyny.

## Życiorys
Ukończył w 1967 studia na Wydziale Inżynierii Budowlanej Politechniki Warszawskiej.
W 1989 wspólnie m.in. z Edwardem Mazurem założył przedsiębiorstwo Bakoma. Nabył też sieć zakładów zbożowych w Brzegu, Bydgoszczy, Szymanowie i Kielcach, tworząc grupę Polskie Młyny. Poprzez tę firmę stał się jednym z głównych udziałowców na polskim rynku zboża. W 2002 był głównym udziałowcem Warszawskiej Giełdy Towarowej, gdy jej prezesem został Waldemar Pawlak.
Należał do Zjednoczonego Stronnictwa Ludowego. W latach 1991–1997 był senatorem II i III kadencji z województwa skierniewickiego, od 2001 do 2005 sprawował mandat posła IV kadencji z okręgu płockiego z ramienia Polskiego Stronnictwa Ludowego. W 2005 nie ubiegał się o reelekcję.
W 2021 zajął 22. miejsce na liście najbogatszych Polaków magazynu „Forbes” z majątkiem wycenianym na 2 mld zł.

## Życie prywatne
Mąż Barbary Komorowskiej, w 2024 drugiej na liście najbogatszych Polek opracowanej przez czasopismo „Wprost”.

## Odznaczenia i wyróżnienia
- Krzyż Oficerski Orderu Odrodzenia Polski (1999)[5]
- Medal Pamiątkowy „Pro Masovia” (2014)[6]